# Barbara Tucker
Barbara Tucker (Brooklyn, 19 marzo 1967) è una cantante e coreografa statunitense.

## Biografia
Barbara Tucker ha piazzato ben 6 canzoni al primo posto della graduatoria Dance Club Songs negli anni 90, e diversi hit nel Regno Unito.
Cresce a Brooklin, ed inizia a cantare col padre Jayotis Washington  nel gruppo the Persuasions. Come attrice, si è esibita in commedie off-Broadway e ha ricevuto il premio T.O.R. dell'American Theatre.
Ha curato la coreografia e ballato per artisti quali C+C Music Factory, Soul System, Jay Williams e Deee-Lite, e ha avuto come manager Glenn Toby.
Ha registrato e cantato voci di sottofondo per Deee-Lite e George Clinton. Ha collaborato con David Guetta e Blaze.
È stata scritturata dalla Masters at Work di Louie Vega e Kenny Dope, producendo brani come Deep inside, Beautiful People, I Get Lifted, Stay Together e Stop Playing With My Mind. 

Nel dicembre 2016, la rivista Billboard la ha classificata 63ª artista dance di tutti i tempi.

## Discografia
- 1994: Beautiful People - No. 1 US Hot Dance Club Songs; No. 20 US Hot Dance Music Maxi; No. 23 UK
- 1994: I Get Lifted - No. 1 US Hot Dance Club Songs; No. 33 UK
- 1995: Stay Together - No. 1 US Hot Dance Club Songs; No. 9 US Hot Dance Singles Sales; No. 46 UK
- 1996: Keep on Lovin'You
- 1996: Hot Shot
- 1997: Bring You Love
- 1998: Everybody Dance (The Horn Song) - No. 1 US Hot Dance Club Songs; No. 37 US Hot Dance Singles Sales; No. 28 UK
- 2000: Stop Playing With My Mind (Barbara Tucker featuring Darryl D'Bonneau) - No. 1 US Hot Dance Club Songs; No. 25 US Hot Dance Singles Sales; No. 17 UK
- 2001: Love's On Time
- 2003: Let Me Be
- 2005: You Want Me Back
- 2005: Most Precious Love (Blaze presenta Uda featuring Barbara Tucker) - No. 44 UK
- 2006: Most Precious Love (Blaze featuring Barbara Tucker) (Freemasons Remix) - No. 17 UK
- 2007: Love Vibrations - No. 1 Hot Dance Club Songs
- 2008: One with (Peter Luts)
- 2009: Care Free
- 2009: Feelin' like a Superstar[3]
- 2013: I Wanna Dance with Somebody (con The Cube Guys)
- 2015: Live Your Life (DJ Federico Scavo)
- 2015: Boogie (Ben Liebrand)[4]
- 2017: Think (About It) – No. 1 Hot Dance Club Songs[3][5]